# Corades pannonia
Corades pannonia är en fjärilsart som beskrevs av William Chapman Hewitson 1850. Corades pannonia ingår i släktet Corades och familjen praktfjärilar. Inga underarter finns listade i Catalogue of Life.